# Lula (Georgia)
Lula è una città degli Stati Uniti d'America, situata in Georgia, nella Contea di Hall e in parte nella Contea di Banks.